# 從晴朗的朝色泛起之際開始
《從晴朗的朝色泛起之際開始》是由propeller在2009年7月24日發售的戀愛冒險類型成人遊戲。

## 世界觀
「夢見鳥學園」為戰後數一數二的藝術家靈峰，夢見鳥學園建於美麗的群山之間，每年僅收少數的學生進入，沒有人知道被選上的標準是什麼，僅知道這裡是藝術家輩出的地方。夢見鳥學員共有四個組別，以顏色來區分，分別是「赤」、「白」、「黑」、「青」。學校有著大量的木造建築，上課也不同一般學校，沒有全制式的木製科桌椅的大班級，而是坐在塌塌米的坐墊上的小班教學，教學內容由老師決定，但是老師的定位只是學生的輔助者，沒有分數方試的考試，要學什麼得依自己要創作的內容而決定。

## 故事
崇笹丸與同為「四君子」的其他三個好友，在分別了幾年之後，在藝術家的靈峰「夢見鳥學園」再度相會，四人同樣地被分到紅組。而紅組的成員僅有「四君子」四人。然而時間給四個人帶來了距離感「讓我們從“朋友遊戲”中畢業吧」樫春告在教室中見面時說著。擺在眼前的是生疏的難以咬合的彼此，與若即若離的關係。「我們永遠都還是那時的我們，難道只有自己是如此堅信的麼？」崇笹丸問著。
然而這樣生冷的關係因為一件事帶來轉圜的契機：「彩生祭」，夢見鳥學園的傳統文化祭，彩生祭時同組的學生將互相合作，交出以組為單位的作品。作品以自己的組別顏色「赤」為主題。崇笹丸立下了誓言，希望能在要一起去完成的任務中，再次拉近曾經親密的彼此。

## 登場角色

### 四君子
崇 笹丸（すう ささまる）
聲 - 木島宇太
「四君子」之中的「竹」，本作的主人公，幼時受盡喝醉酒的父親家暴，造成精神的閉鎖與異常，後結識了与神 桔世才得到治癒。為武術世家下成長的小孩，自小就具有武術天分與才華，同時對於小知識很拿手，會因為對一些詞語過度反應產生禿頭。對感情問題遲鈍，被笑作是「遲鈍大王」。
前世名為伴笹丸，若的祖父，菊世的丈夫。
与神 桔世（くみがみ ひよ）
聲 - 青山ゆかり
「四君子」之中的「菊」，本作的女主角，「四君子」的提案人。成長於具資產家地位与神家，為醫學界中的天才，不過實際於校園生活中大都扮演護士的角色。與崇 笹丸同年，從小時候就對崇 笹丸抱持好感，稱他為「だんなさま」，本身對於醫學的知識相當淵博，為了努力追上崇 笹丸具有的小知識而努力學習著。平常狀態溫柔恬靜，性格上屬於不與人爭的類型，但對樫 春告生氣時會跟鬼一樣可怕，對於「四君子」的友誼立場堅定。
前世名為菊世，若的祖母，伴笹丸的妻子。
夢乃 蘭（ゆめの あららぎ）
聲 - 有栖川みや美
「四君子」之中的「蘭」，在第一周目中為崇 笹丸的初戀對象。個性開朗活潑，經常會說出一些引人發噱的話。在「四君子」中與樫 春告感情特別要好，每次出現的時都可以帶來歡樂。不擅長料理，甚至會作出殺人料理；睡相很差，有抱抱枕的習慣；很怕打雷，會躲到棉被裡或者遮蔽物中。
前世為若的父親。
樫 春告（かし はるつげ）
聲  - さくらはづき
「四君子」之中的「梅」，性格很男孩子氣，順理成章的變成大姊頭，在「四君子」也作為大姐姐般守護者。其實內心是變態大王，會灌輸「四君子」讓人臉紅的色情知識。特別喜歡逗弄与神 ひよ讓她生氣，而且樂此不疲。
前世為斬殺若的母親吳葉(紅葉)的英雄。

### 其他
若（わか）
聲 - 真中海
學生會會長，夢見鳥學園的以赤、青、黃、白、黑(登場班級)為各組的幟別，而身為學生調解人的學生會顏色是透明色。喜歡奶茶，並且欽慕著与神 ひよ稱她為姐姐，被与神 ひよ叫喚時會露出可愛的表情與貓耳，對於接近与神 ひよ的崇 笹丸抱持著敵意，具有覆寫夢見鳥學園的世界的能力。
全名為輕若丸，伴笹丸與菊世的孫女，繼承母親吳葉(紅葉)的力量。
青姉妹（あおしまい）
聲  - 姉海原エレナ、妹霞春香
實際上不叫作青姉妹，只是因為他們從來沒有自我介紹(但是在遊戲的第2章有提及姓名, 姐姐叫肆則澄佳,妹妹叫肆則楚玲)，又因為他們是青組的學生與姊妹關係，所以才被這樣稱呼。兩姊妹感情很好，常一起在學園中出現，妹妹總是躲在姐姐的背後。姐姐對著小時候糾正自己的崇 笹丸抱持著感謝。但与神 ひよ不知如何，對青姊妹抱持著懼意。
鬼武先生（おにたけせんせい）
聲 - 瀬木幸
赤組的導師，同時也是「四君子」在學校的老師，平日穿著軍服，帶有威嚴的言行舉止，給人「高手」的印象，在教職員桌上堆滿奇怪的雜書。
半 宣雄（なからい のぶお）
聲 - 杉崎和哉
白組的學生，平日脾性乖張，但對於天生大姊頭的樫 春告沒轍。過去曾是受期待的運動選手，但因為意外事故造成運動生涯的停止。之後與人 玲人相遇，一起朝藝術的道路前進，進入夢見鳥學園。
人 玲人（じん れいじ）
聲 - 紫原遥
黑組的學生，有強烈受虐傾向的奇怪美男子，隱隱透著虛弱與神經質，不過其實個性堅強，是個能在困境中展現鋼鐵般意志力的優等生。

## 製作人員
- 企劃/導演：朱門優
- 腳本：朱門優
- 原畫/角色設定：やすゆき、ヨダ
- 服裝設計：ぬー
- 標誌設計：木緒なち（コメワークス）
- 背景：小島伸一、其他
- 音樂： 樋口秀樹（Tynwald music）

## 主題歌
- 開幕曲『紅葉』
  - 歌：WHITE-LIPS
- 插曲『藤の帳と夜の歌』
  - 歌：WHITE-LIPS
- 插曲『みるくちーハレルヤ』
  - 歌：若（真中海）
- 閉幕曲『明日を描く想いの色』
  - 歌：WHITE-LIPS

## 相關作品
- 《從晴朗的朝色泛起之際開始》電視劇CD （日語）「きっと、澄みわたる朝色よりも、　×月×日（×）主人公争奪戦！！　と思わせていつものグダグダなトーク～と思わせて壮大な実験なような気がしないでもない、の巻」（2009年8月14日出版）
- 《從晴朗的朝色泛起之際開始》音樂集（日語）「きっと、澄みわたる朝色よりも、 音楽集」（2009年11月28日出版）

## 評價
本作獲得2009年萌系遊戲大賞的BGM獎、繪圖獎共兩項銀獎。

## 外部連結
- きっと、澄みわたる朝色よりも、官方網站 （页面存档备份，存于） （日語）